# Richard Calwer
Richard Calwer, född 21 januari 1868 och död 12 juni 1927, var en tysk socialpolitisk författare.
Efter teologiska studier medverkade Calwer i olika socialdemokratiska tidningar och tidskrifter, bland annat Leipziger Volkzeitung och Sozialistische Monatshefte. Calwer representerade socialdemokratiska partiet vid riksdagen 1898-1903 men lämnade sedermera partiet. Trots brytningen var Calwer en uppskattad medarbetare i fackföreningsrörelsens Korrespondenzblatt. Bland hans skrifter märks Einführung in den Socialismus (1896, svensk översättning 1907), Einführung in die Weltwirtschaft (1906) och Wirtschaftslehre und Wirtschaftspolitik (1913).